# Virginia Slims of California 1986
Virginia Slims of California 1986 - жіночий тенісний турнір, що проходив на закритих кортах з килимовим покриттям в Окленді (США). Проходив у рамках Світової чемпіонської серії Вірджинії Слімс 1985 і тривав з 24 лютого до 2 березня 1986 року. Друга сіяна Кріс Еверт-Ллойд здобула титул в одиночному розряді.

## Фінальна частина

### Одиночний розряд
Кріс Еверт-Ллойд —  Кеті Джордан 6–2, 6–4
- Для Еверт-Ллойд це був 3-й титул в одиночному розряді за сезон і 145-й — за кар'єру.

### Парний розряд
Гана Мандлікова /  Венді Тернбулл —  Бонні Гадушек /  Гелена Сукова 7–6(7–5), 6–1

## Нотатки
1. ↑  Світова чемпіонська серія Вірджинії Слімс 1985 тривала з березня 1985 року до березня 1986-го.[1]